# 心の草原
『心の草原』（こころのそうげん）は、岡村孝子の通算13枚目のシングル。1990年6月27日発売。発売元はファンハウス（現・ソニー・ミュージックレーベルズ）。
8cmCDとシングル・カセットの2形態でリリースされた。

## 解説
6枚目のアルバム『Kiss 〜à côté de la mer〜』と同日発売。
アルバムにカップリング曲とも収録されている。
「心の草原」はジャネット・ジャクソン「Escapade」にインスパイアされて生まれた（本人談）。
カップリング曲「Kiss」は、テレビ東京系ドラマ『ぼくが医者をやめた理由』（阿部寛主演）主題歌に使用。
表題曲「心の草原」は『忍者戦隊カクレンジャー』第18話にて挿入歌として使用された。

## 収録曲

### 8センチシングル
1. 心の草原　（5:09）
  - 作詞・作曲: 岡村孝子 、編曲: 田代修二
2. Kiss　（5:43）
  - 作詞・作曲: 岡村孝子 、編曲: 萩田光男

テレビ東京系ドラマ21『ぼくが医者をやめた理由』主題歌

### シングルカセット
- A面

1. 心の草原
2. 心の草原 （オリジナル・カラオケ）

- B面

1. Kiss
2. Kiss （オリジナル・カラオケ）

## 楽曲の収録作品
- 心の草原
  - Kiss 〜à côté de la mer〜　（6th アルバム）
  - HISTOIRE
  - 夢見る頃を過ぎても
  - DO MY BEST
  - TOY BOX
  - T's BEST season 1
- 心の草原 （Remix）
  - After Tone II
- Kiss
  - Kiss 〜à côté de la mer〜
  - 夢をあきらめないで
  - 岡村孝子ベスト SUPER BEST 2000
  - T's BEST season 1
- Kiss （Remix）
  - After Tone II